# Бласт-бит

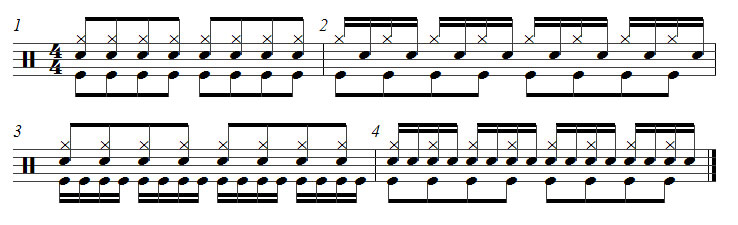
Примеры бласт-битов

Бласт-бит — приём игры у барабанщиков, характерный в первую очередь для блэк-метала, дэт-метала, грайндкора, трэш-метала, дэткора и подобных им направлений музыки в меньшей степени.
Бласт-бит звучит как «стена звука», напоминает пулемётную стрельбу. В нормальном темпе, бласт-бит исполняется при скорости 180 ударов/минуту, ускоряясь в кульминационных моментах до 250—280 ударов/минуту, но может и намного быстрее — зависит от технического уровня музыкантов и направления музыки.
В различных стилях он используется с разной частотой: например, в дэт-метале и особенно в блэк-метале часто на протяжении всей композиции, в других жанрах, например, в мелодичном дэт-метале — только в кульминационных моментах.
Бласт-бит был позаимствован из джазовой музыки. Впервые в экстремальных направлениях музыки его использовали D.R.I., S.O.D. и Napalm Death. Первыми использовали его S.O.D. в композиции «Milk», Napalm Death использовали его как фундамент большинства своих песен. Бласт-бит стал основой такого музыкального направления как грайндкор, затем его стали применять и в остальных жанрах.
В рок-музыке бласт-бит можно услышать в песне «Brain Invasion» первой и единственной пластинки «Attila» дуэта Attila, частью которого был американский певец Билли Джоэл. Этот альбом был записан в 1970 году.